# Attestation Service
Ein Attestation Service (deutsch Bescheinigungsdienst) ist in der Informatik ein Dienst, welcher die Integrität von Netzwerkelementen und Netzwerkknoten mittels Trusted-Computing-Techniken wie Trusted Platform Modules sicherstellt.
Über den Attestation Service können Systemadministratoren, Workflow-Management-Systeme und Orchestrationsdienste einen Knoten prüfen, bevor Workloads an diesen übermittelt werden.

## Implementierung
Mit Windows 10 wurde die Device Health Attestation (DHA) eingeführt, welche einen Attestation Service implementiert. Hiermit können nicht nur Server, sondern auch Endgeräte geprüft werden.